# Косіцень (Галац)
Косіцень, Косіцені (рум. Cosițeni) — село у повіті Галац в Румунії. Входить до складу комуни Брехешешть.
Село розташоване на відстані 207 км на північний схід від Бухареста, 88 км на північний захід від Галаца, 121 км на південь від Ясс, 144 км на схід від Брашова.

## Населення
За даними перепису населення 2002 року у селі проживали 250 осіб, усі — румуни. Усі жителі села рідною мовою назвали румунську.